# Tomoki Kondo
Pour les articles homonymes, voir Kondo.
Tomoki Kondo (近藤 友喜, Kondo Tomoki), né le 21 mars 2001 à Aichi au Japon, est un footballeur japonais. Il évolue au poste d'arrière droit au Hokkaido Consadole Sapporo.

## Biographie

### Yokohama FC
Né dans la préfecture d'Aichi au Japon, Tomoki Kondo commence son parcours de footballeur avec le Nagoya Grampus. avant de le poursuivre au lycée Maebashi Ikuei puis à l'Université Nihon.
Kondo rejoint ensuite le Yokohama FC, club avec lequel il fait ses débuts en professionnel lors d'une rencontre de J. League 1, la première division japonaise, face au Vissel Kobe le 23 juin 2021. Il entre en jeu et son équipe est battue par cinq buts à zéro.

### Hokkaido Consadole Sapporo
En janvier 2023, Tomoki Kondo rejoint le Consadole Sapporo. Le transfert est annoncé le 30 décembre 2023,.
Le 27 avril 2024, Kondo inscrit son premier but pour Sapporo, lors d'une rencontre de championnat face au Shonan Bellmare. Titulaire, il marque le deuxième but de son équipe de la tête, mais les deux formations se neutralisent (3-3 score final).